# Оручан
Оруча́н — река в Восточной Сибири, приток Лены.
Протекает по территории Жиганского района Якутии. Образуется слиянием рек Батарыння и Улэгир. Длина — 115 км, площадь водосборного бассейна — 2670 км². Ширина — от 20 до 40 м, глубина — 0,5—1,0 м, скорость течения — 0,3—0,6 м/с. Впадает в реку Лену в 818 км от её устья по правому берегу. Является местом нереста лососевых и осетровых рыб. Населённых пунктов на реке нет.

## Данные водного реестра
По данным государственного водного реестра России и геоинформационной системы водохозяйственного районирования территории РФ, подготовленной Федеральным агентством водных ресурсов:
- Бассейновый округ — Ленский
- Речной бассейн — Лена
- Речной подбассейн — Лена ниже впадения Вилюя до устья
- Водохозяйственный участок — Лена от впадения реки Вилюй до водомерного поста гидрометеорологической станции Джарджан